# 波瓦爾
48°59′10″N 27°56′6″E / 48.98611°N 27.93500°E
波瓦爾（烏克蘭語：Повал），是烏克蘭的村落，位於該國西南部文尼察州，由日梅林卡區負責管轄，面積0.23平方公里，海拔高度285米，2001年人口94，人口密度每平方公里408.7人。